# Johnstone Bennett
 (avril 2024).
Pour les articles homonymes, voir Bennett.
Johnstone Bennett (1870 - 14 avril 1906) est une actrice et interprète de vaudeville américaine.

## Biographie
Walenton (ou Valentine) Cronise est peut-être née en France, ou en Espagne, ou en mer (des sources rapportent diverses versions), et est adoptée bébé par Mrs. Mary Bennett aux États-Unis. À la mort de Bennett, elle est de nouveau adoptée par l'actrice Sibyl Johnstone. Elle choisit son nom de scène Johnstone Bennett d'après les deux femmes qui l'ont élevée.
Johnstone Bennett est avec une petite compagnie de tournée quand elle est découverte par Richard Mansfield et choisie pour jouer dans Monsieur (1887) au Madison Square Theatre.

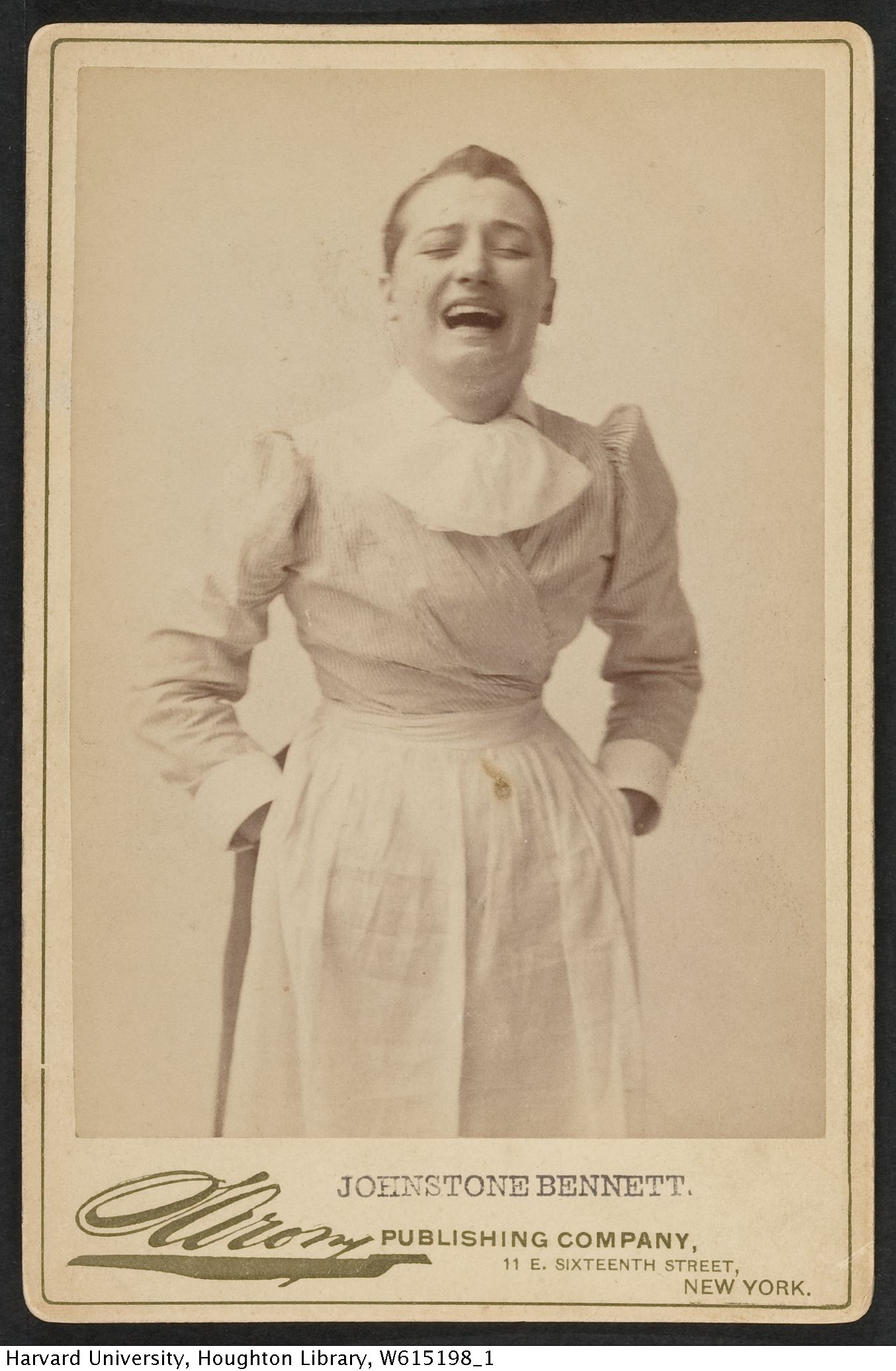
Collection du théâtre de Harvard - Johnstone Bennett.

Toujours avec Mansfield, elle apparaît dans Prince Karl (1887), Lesbia (1888), A Parisian Romance (1888) et Beau Brummell (1890). On la voit aussi dans Honor Bright (1888), All the Comforts of a Home, A Noble Son (1889), The Story of Rodion (1895) et dans les rôles principaux de Jane (1891), The Amazon, Fanny, et A Female Drummer (1898). Au vaudeville, elle joue dans les sketches A Quiet Evening at Home et American Types.
Bennett porte des vêtements masculins et les cheveux courts, à la fois sur scène et à l'extérieur. Elle collectionne les boutons de manchette et les boutons de chemise, et fait confectionner ses jupes avec des poches de style pantalon. Elle embauche un valet au lieu d'une femme de chambre ou d'un attaché de presse, et elle loue son nom à une entreprise de mercerie à New York. En 1899, elle attrape une souris dans sa loge et en fait son animal de compagnie.
La romancière Willa Cather la décrit : « une Johnnie Bennett joviale et élégante, un compagnon de route bienvenu, et la New Woman la mieux habillée de toutes. Elle a également appris à tromper le temps : ses joues sont toujours aussi rouges et ses grands yeux gris aussi francs, espiègles et enfantins qu'à l'époque de Jane, il y a huit ou neuf ans. » Le directeur de théâtre Robert Grau se souvient d'elle comme « nettement sans égal à son époque. » 
Elle vit ses dernières années dans la pauvreté et survit grâce à l'aide de l'Actors' Fund (en). Elle déménage en Californie pour sa santé, mais en l'absence de résultats, elle revient dans le New Jersey. Elle meurt de tuberculose en 1906, à l'âge de 36 ans, à Bloomfield, New Jersey.